# Владивосток (станция)

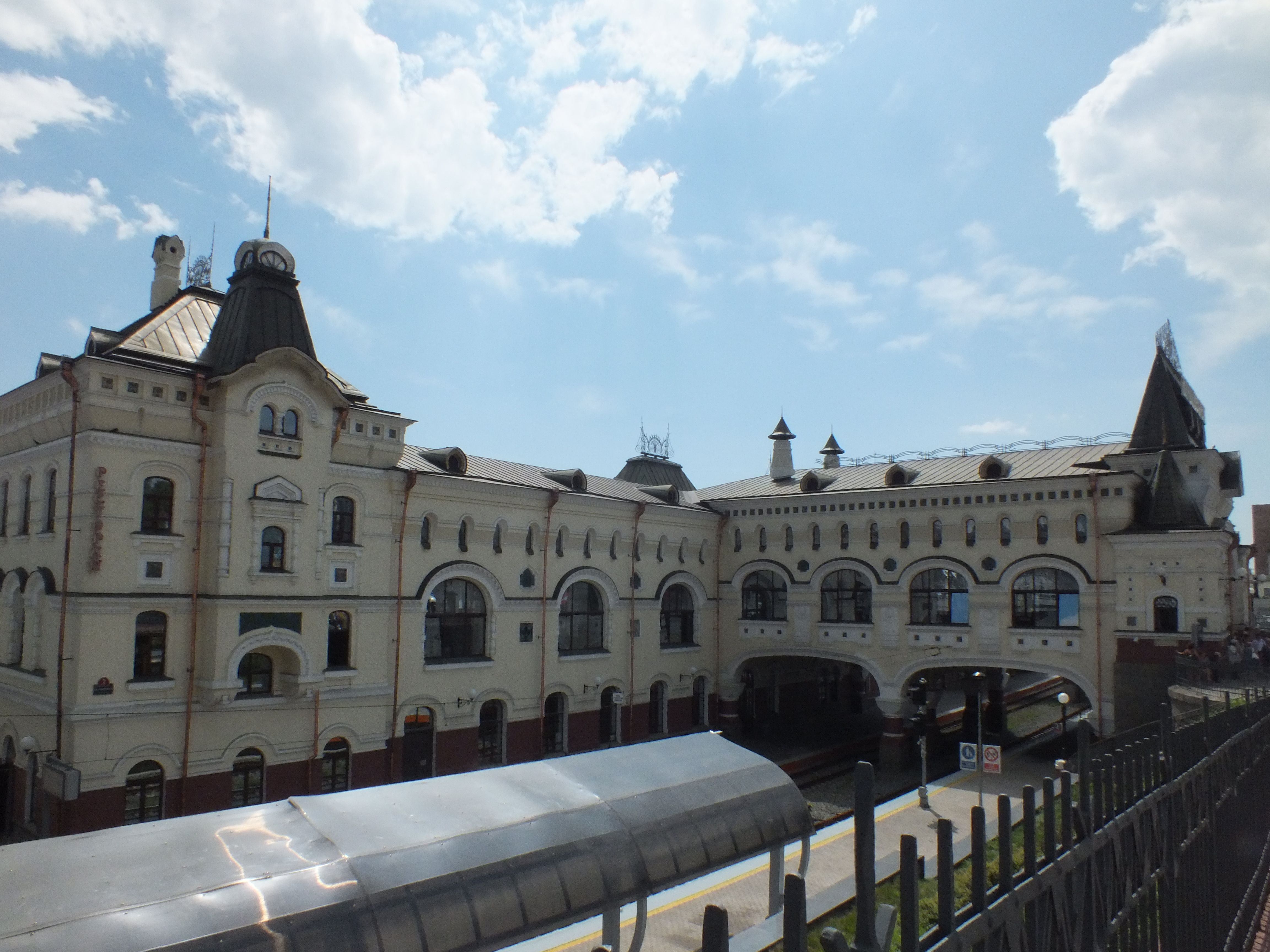
Поезда проходят под залом ожидания

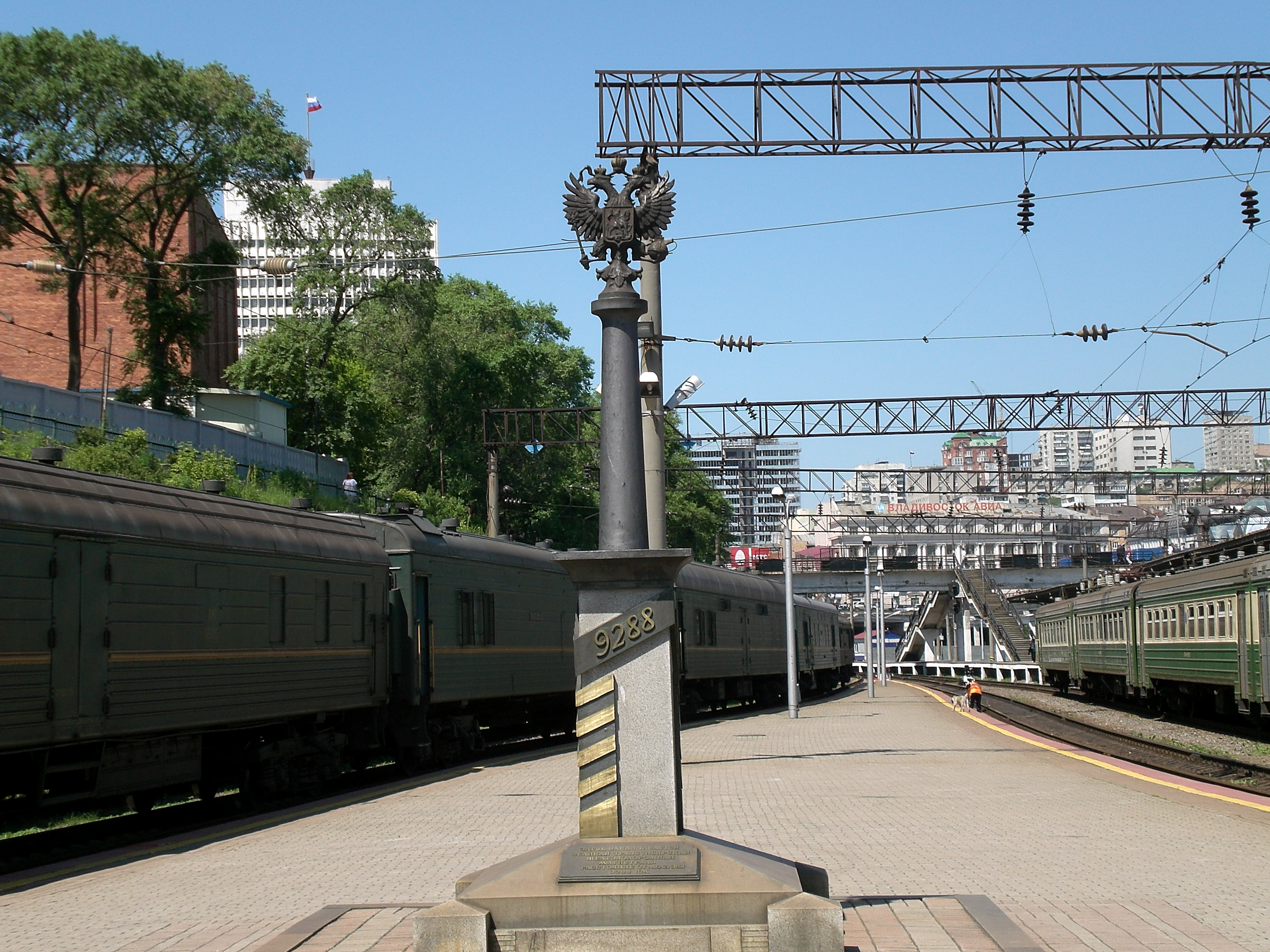
Километровый столб с отметкой 9288 на станции

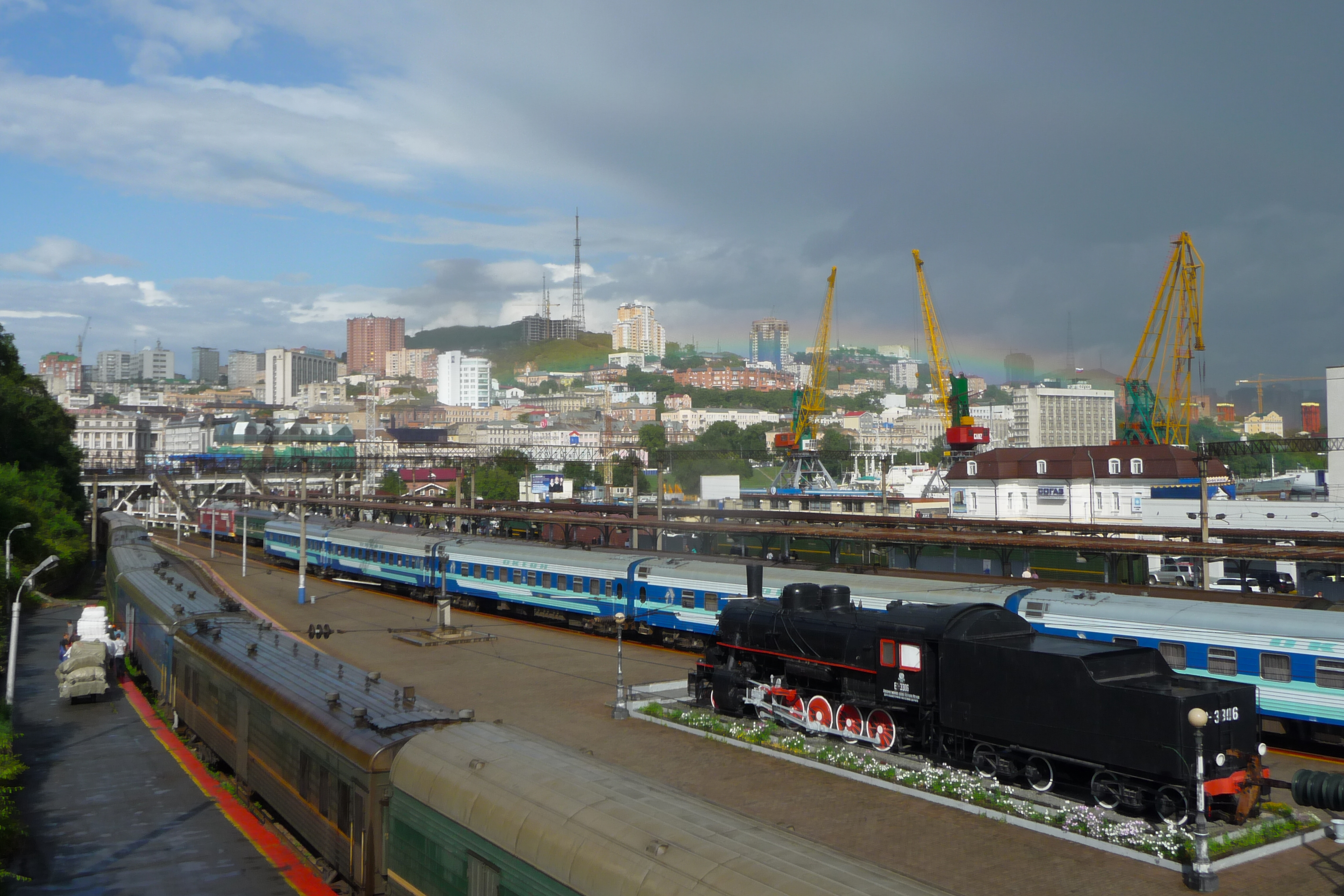
Памятник-паровоз Е^{а}−3306 возле вокзала

Владивосто́к — железнодорожная станция Владивостокского региона Дальневосточной железной дороги, находящаяся в городе Владивостоке, административном центре Приморского края. Здесь же расположен главный железнодорожный вокзал города.
Здесь заканчивается Транссибирская магистраль, начинающаяся в Москве на Ярославском вокзале и являющаяся самой протяжённой в мире (9288,2 км).

## История
19 мая 1891 года при участии будущего императора Николая II состоялась закладка железной дороги и вокзала.
Станция открыта в 1893 году на участке Барановский — Владивосток.
Летом 1916 года со станции отправлялись следующие поезда: в 7:13 смешанный № 21 до Маньчжурии с беспересадочными вагонами до Хабаровска, в 9:40 почтовый № 3х сообщением Владивосток — Хабаровск, в 12:10 почтовый № 3 Владивосток — Иркутск, в 22:35 «Сибирский экспресс» Владивосток — Петроград.
В 1962 году, в ходе электрификации участка Владивосток — Надеждинская, станция была электрифицирована на переменном токе 25 кВ.

### Аэроэкспресс
20 июля 2012 года была запущена в эксплуатацию линия электропоезда Владивосток — аэропорт Кневичи с промежуточными остановками Вторая речка, Угольная, Артём. Интервал движения составляет 2 часа (с 8 до 20 часов), таким образом, на июль 2012 года действовало семь рейсов в день в каждом направлении. 3 июля 2012 года был проведен тестовый запуск премьер-министром РФ Д. А. Медведевым.
В январе 2013 года количество рейсов было увеличено до 10 пар поездов в сутки.
В 2015 году количество пар электропоездов было сокращено до четырёх.

## Деятельность
Станция открыта для грузовой работы.
Коммерческие операции, выполняемые на станции:
- продажа пассажирских билетов[2];
- приём и выдача багажа[2];
- приём и выдача повагонных отправок грузов (открытые площадки)[2];
- приём и выдача повагонных и мелких отправок грузов (подъездные пути)[2].

## Дальнее следование по станции
По графику 2020 года со станции отправляются следующие поезда:

### Круглогодичное движение поездов
| № поезда   | Маршрут движения               | № поезда   | Маршрут движения               |
| ---------- | ------------------------------ | ---------- | ------------------------------ |
| 1 «Россия» | Владивосток — Москва           | 2 «Россия» | Москва — Владивосток           |
| 5 «Океан»  | Владивосток — Хабаровск        | 6 «Океан»  | Хабаровск — Владивосток        |
| 7          | Владивосток — Омск             | 8          | Омск — Владивосток             |
| 11         | Владивосток — Самара           | 12         | Самара — Владивосток           |
| 61         | Владивосток — Москва           | 62         | Москва — Владивосток           |
| 351        | Владивосток — Советская Гавань | 352        | Советская Гавань — Владивосток |

### Сезонное движение поездов
| № поезда | Маршрут движения        | № поезда | Маршрут движения        |
| -------- | ----------------------- | -------- | ----------------------- |
| 201      | Владивосток — Хабаровск | 202      | Хабаровск — Владивосток |

## Пригородное сообщение по станции
| № поезда                                                | Маршрут движения               | № поезда                                                | Маршрут движения               |
| ------------------------------------------------------- | ------------------------------ | ------------------------------------------------------- | ------------------------------ |
| Пригородный                                             | Владивосток — Надеждинская     | Пригородный                                             | Надеждинская — Владивосток     |
| 6001/6002/6004 экспресс                                 | Владивосток — Тихоокеанская    | 6003/6005/6006 экспресс                                 | Тихоокеанская — Владивосток    |
| 6007/6015 экспресс                                      | Владивосток — Ружино           | 6016/6018 экспресс                                      | Ружино — Владивосток           |
| 7101/7103/7105/ 7107/7109/7111/ 7113/7115/7117 экспресс | Владивосток — аэропорт Кневичи | 7102/7104/7106/ 7108/7110/7112/ 7114/7116/7118 экспресс | аэропорт Кневичи - Владивосток |
| 6301                                                    | Владивосток — Кипарисово       | 6302                                                    | Кипарисово — Владивосток       |
| 6307                                                    | Владивосток — Океанская        | 6308                                                    | Океанская — Владивосток        |
| 6313/6314                                               | Владивосток — Мыс Чуркин       | 6333/6334                                               | Мыс Чуркин — Владивосток       |
| 6323                                                    | Владивосток — Угольная         | 6324                                                    | Угольная — Владивосток         |
| 6329                                                    | Владивосток — Раздольное       | 6342                                                    | Раздольное — Владивосток       |
| 6337                                                    | Владивосток — Кипарисово       | 6338                                                    | Кипарисово — Владивосток       |
| 6361                                                    | Владивосток — Уссурийск        | 6362                                                    | Уссурийск — Владивосток        |
| 6437/6438                                               | Владивосток — Смоляниново      | 6439/6440                                               | Смоляниново — Владивосток      |
| 6463/6464                                               | Партизанск — Владивосток       | 6465/6466                                               | Владивосток — Партизанск       |

## Здания вокзала
Вокзал состоит из двух терминалов: дальнего следования (обслуживает скорые поезда, поезда дальнего следования) и пригородного (обслуживает пригородные поезда и экспрессы в аэропорт).

### Платформа

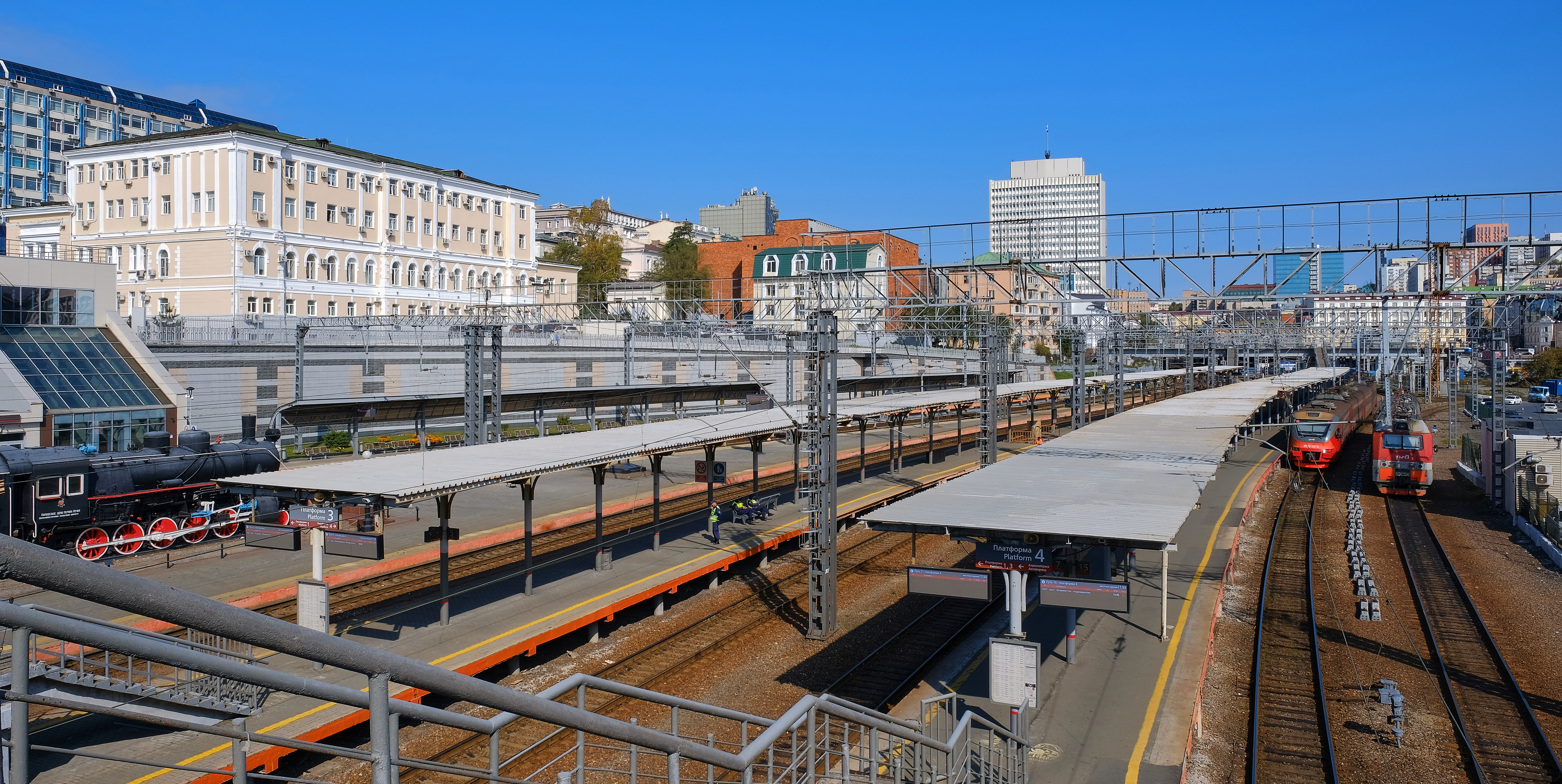
Платформы станции

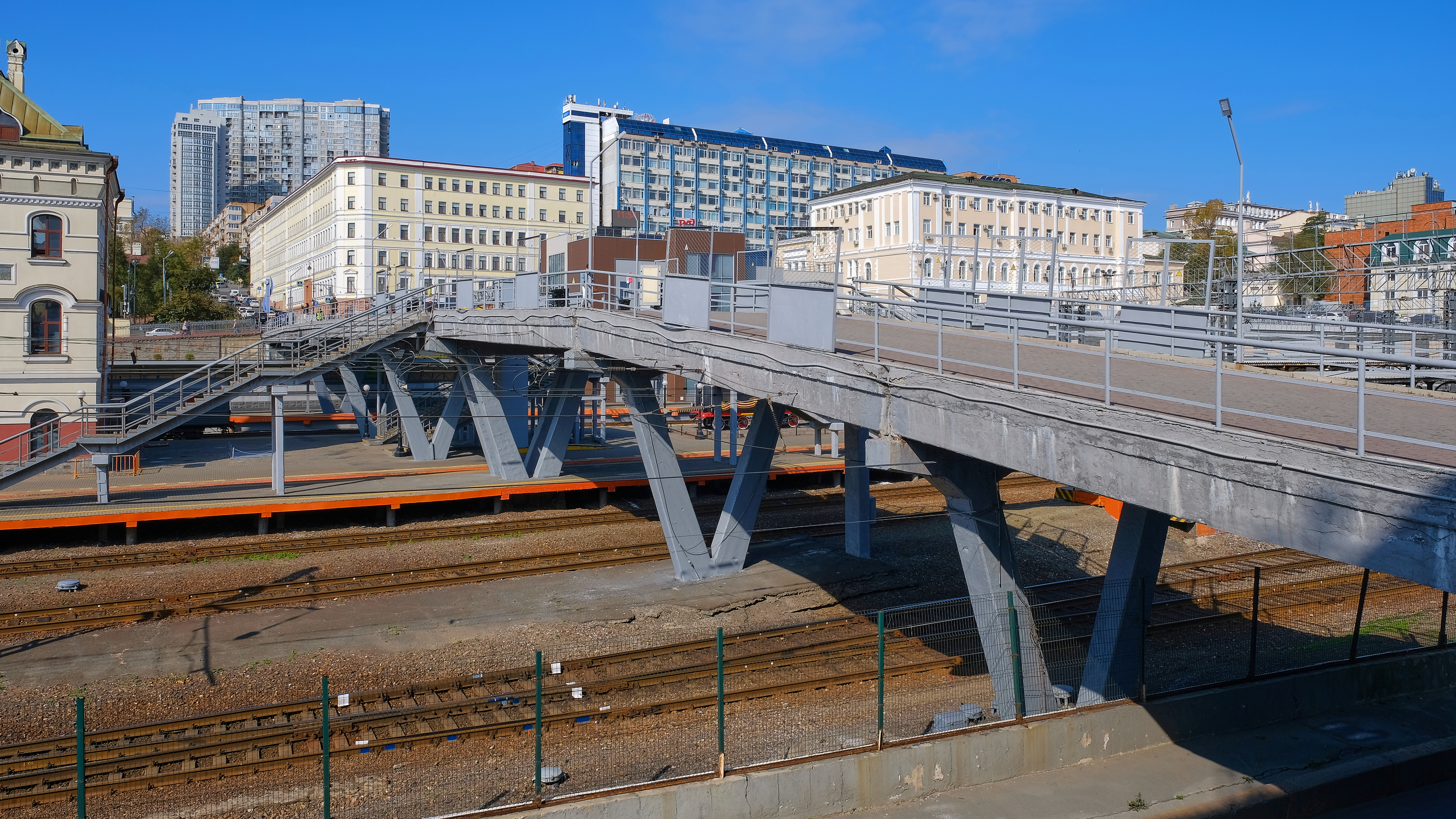
Пешеходный мост через пути к зданию Морского вокзала

| Платформа | Номер пути | Тип поезда                | Место назначения                                      | примечания                                                 |
| --------- | ---------- | ------------------------- | ----------------------------------------------------- | ---------------------------------------------------------- |
| 1         | 2          | Аэроэкспресс              | Для Аэропорт Кневичи                                  |                                                            |
| 2         | 4          | Поезд дальнего следования | Для Хабаровск I, Советская Гавань и Москва            | Установлен столб 9,288 км и выставлен паровоз на платформе |
| 2         | 1          | Поезд дальнего следования | Для Хабаровск I, Советская Гавань и Москва            | Установлен столб 9,288 км и выставлен паровоз на платформе |
| 3         | 3          | Электричка                | Для Уссурийск, Спасск-Дальний, Ружино и Тихоокеанская |                                                            |
| 3         | 5          | Электричка                | Для Уссурийск, Спасск-Дальний, Ружино и Тихоокеанская |                                                            |
| 4         | 7          | Электричка                | Для Уссурийск, Спасск-Дальний, Ружино и Тихоокеанская |                                                            |
| 4         | 15         | Электричка                | Для Уссурийск, Спасск-Дальний, Ружино и Тихоокеанская |                                                            |

## Адрес вокзала
- 690090, Россия, г. Владивосток, Алеутская ул., 2.